# Massa Fermana
Massa Fermana é uma comuna italiana da região dos Marche, província de Fermo, com cerca de 970 habitantes. Estende-se por uma área de 7 km², tendo uma densidade populacional de 139 hab/km². Faz fronteira com Fermo, Loro Piceno (MC), Mogliano (MC), Montappone, Montegiorgio.

## Demografia
| Variação demográfica do município entre 1861 e 2011                               |
|                                                                                   |
| Fonte: Istituto Nazionale di Statistica (ISTAT) - Elaboração gráfica da Wikipedia |